# Lista psychologicznych czasopism naukowych
Wykaz psychologicznych czasopism naukowych podlegających recenzji naukowej.

## A
- Acta Psychologica[3]
- Adaptive Behavior
- American Behavioral
- Scientist American Journal of Psychology
- American Psychologist
- Annual Review of Psychology
- Applied Psychological Measurement
- Archives of Scientific Psychology
- Archives of Sexual Behavior
- Archives of Suicide Research
- Asian Journal of Social Psychology
- Athletic Insight: The Online Journal of Sport Psychology
- Attention, Perception, & Psychophysics

## B
- Basic and Applied Social Psychology
- Behavior Therapy
- Behavioral and Brain Sciences
- British Journal of Clinical Psychology
- British Journal of Development Psychology
- British Journal of Mathematical and Statistical Psychology
- British Journal of Psychology
- British Journal of Social Psychology
- British Journal of Sports Medicine

## C
- Canadian Journal of Behavioural Science
- Canadian Journal of Experimental Psychology
- Canadian Psychology
- Cerebral Cortex
- Clinical Psychological Science
- Cognition Consulting Psychology Journal: Practice and Research
- Couple and Family Psychology
- Cultic Studies Review
- Current Directions in Psychological Science

## D
- Developmental Psychology[4]

## E
- Ecological Psychology
- Emotion
- European Journal of Work and Organizational Psychology
- European Psychologist
- Evolution and Human Behavior
- Evolutionary Psychology

## H
- Health Psychology

## I
- Industrial and Organizational Psychology
- Intellectica
- The International Journal for the Psychology of Religion
- The International Journal of Aviation Psychology
- The International Journal of Psychoanalysis
- International Journal of Psychology
- International Journal of Transgenderism

## J
- Journal of Abnormal Child Psychology
- Journal of Abnormal Psychology
- Journal of the American Psychoanalytic Association
- Journal of Applied Behavior Analysis
- Journal of Applied Psychology
- Journal of Applied Social Psychology
- Journal of Cognitive Neuroscience
- Journal of Community and Applied Social Psychology
- Journal of Consciousness Studies
- Journal of Consulting and Clinical Psychology
- Journal of European Psychology Students
- Journal of the Experimental Analysis of Behavior
- Journal of Experimental Psychology: General
- Journal of Experimental Psychology: Human Perception and Performance
- Journal of Experimental Psychology: Learning, Memory and Cognition
- Journal of Experimental Psychology: Animal Learning and Cognition
- Journal of Experimental Psychology: Applied
- Journal of Health Psychology
- Journal of Homosexuality
- Journal of Mind and Behavior
- Journal of Nervous and Mental Disease
- Journal of Occupational and Organizational Psychology
- Journal of Occupational Health Psychology
- Journal of Personality and Social Psychology
- The Journal of Psychology
- Journal of Research in Personality
- Journal of Sex & Marital Therapy
- Journal of Sex Research
- Journal of Social & Psychological Sciences
- Journal of Vision

## M
- Mind & Language
- Music Perception

## P
- Perception
- Perceptual and Motor Skills
- Personal Relationships
- Personality and Individual Differences
- Personality and Social Psychology Bulletin
- Personality and Social Psychology Review
- Perspectives on Psychological Science
- Professional Psychology: Research and Practice
- Psyche
- Psychology of Addictive Behaviors
- Psychological Bulletin
- Psychological Medicine
- Psychological Reports
- Psychological Review
- Psychological Science
- Psychological Science in the Public Interest
- Psychology of Aesthetics, Creativity, and the Arts
- Psychology of Music
- Psychology, Public Policy, and Law
- Psychometrika
- Psychonomic Bulletin and Review
- Psycoloqy

## Q
- Quality & Quantity

## R
- Review of General Psychology
- Review of Philosophy and Psychology

## S
- Suicide and Life-Threatening Behavior

## T
- Trends in Cognitive Sciences

## U
- Universitas Psychologica

## V
- Vision Research
- Visual Cognition
- Visual Neuroscience

## W
- Work & Stress